# Marktbrunnen (Wadern)

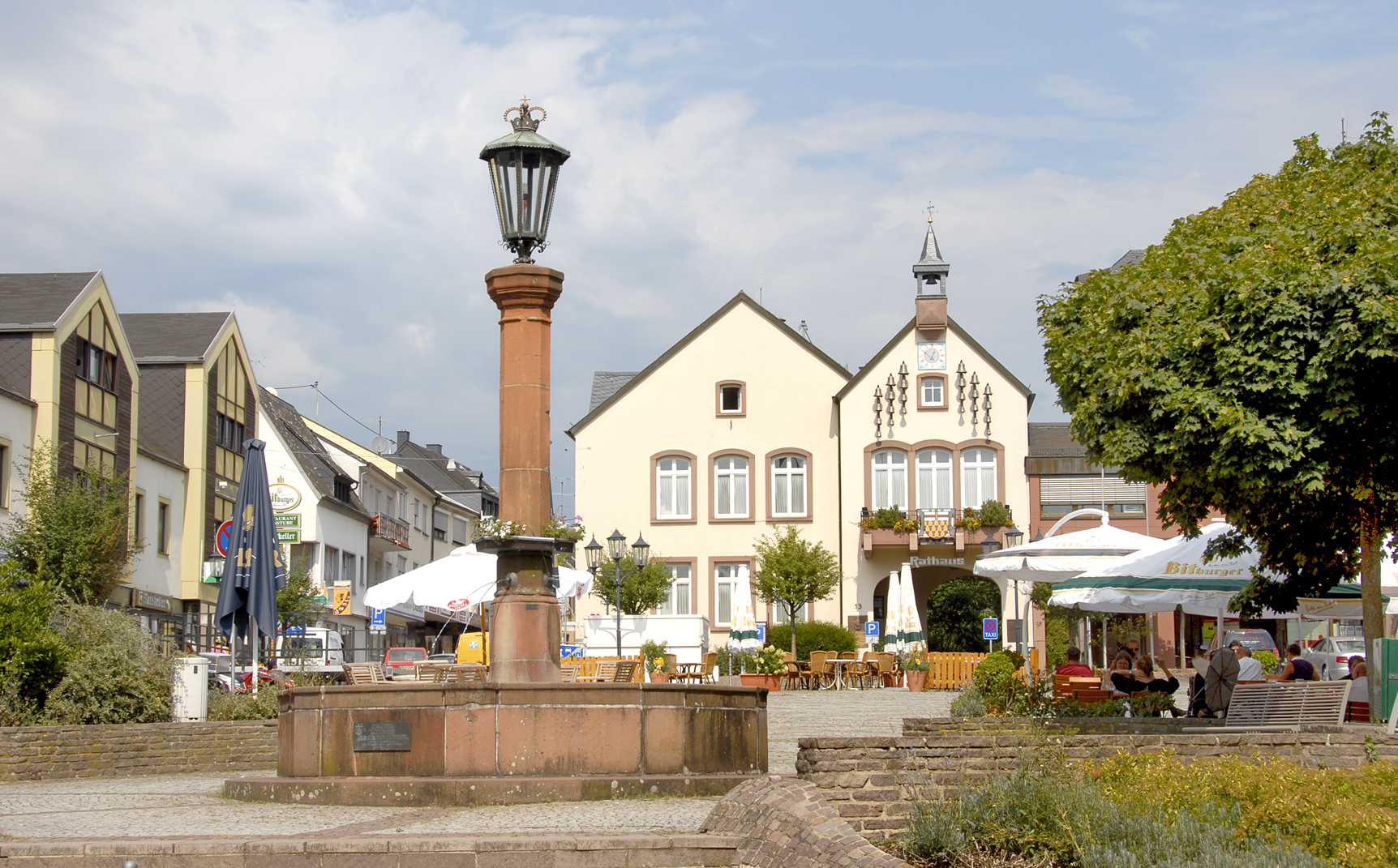
Der Marktbrunnen auf dem Marktplatz Wadern heute

Ansicht des Marktplatzes mit dem Brunnen um 1780

Eine der ältesten Aufnahmen des Marktplatzes aus dem Jahr 1890

Der Marktbrunnen ist ein Brunnen in der saarländischen Stadt Wadern im Landkreis Merzig-Wadern. Der Brunnen wurde 1770 auf dem 1764 angelegten Marktplatz errichtet und wechselte seitdem mehrmals den Standort. Nach der Neugestaltung des Marktplatzes in den 1980er Jahren steht er heute wieder in der Nähe seines ursprünglichen historischen Standortes und steht als Einzeldenkmal unter Denkmalschutz. Der Brunnen ist das Sinnbild für die Verleihung der Marktrechte am 13. April 1765 durch den Grafen Joseph Anton von Oettingen-Baldern.

## Geschichte
Im Jahre 1764 legte Graf Johann Anton von Oettingen-Baldern den Marktplatz in Wadern an, um den Bewohnern die Absetzung ihrer Erzeugnisse zu ermöglichen. Im darauf folgenden Jahr 1765 verlieh er Wadern die Marktrechte. Wegen der von nun an stetig wachsenden Bevölkerung ließ der Graf am 18. November 1770 den Marktplatz durch den Kauf anliegender Grundstücke vergrößern. Zudem ließ er am Schnittpunkt der „Oberstraße“ und der „Unterstraße“ sowie der Straße „An der Kirche“ einen Marktbrunnen errichten. An dieser Stelle hatte bereits Jahre zuvor Markthandel stattgefunden und so sollte der Brunnen als Sinnbild für die Marktrechte dort seine Position beziehen.
Doch im Laufe der Zeit wurde der Waderner Marktbrunnen zum Hindernis des immer stärker werdenden Verkehrsaufkommens. Viele Langholzfahrzeuge bedrohten den Brunnen bei ihrer Durchquerung der Straßenkurve. Zum Leidwesen der Bürger und Fremden konnte der Brunnen nicht mehr an seinem Platz verweilen und wurde schließlich in den 1940er Jahren eingemottet.
Die Bürger Waderns stellten sich im Laufe der Zeit immer häufiger die Frage nach dem Verbleib des Brunnens.
In den 1960er Jahren wurde der Marktbrunnen endlich wieder Bestandteil des Marktplatzes. Der Lehrer und Heimatkundler Hans Schwendler war beteiligter Initiator beim erneuten Aufbau des Brunnens. Ungefähr 100 Meter von seinem ursprünglichen historischen Platz entfernt wurde der Brunnen nun in Nachbarschaft des Rathauses und der Kreissparkasse am Kopfende des Marktplatzes postiert. Der restliche Marktplatz fungierte als Parkplatz.
Jedoch sollte dies nicht der letzte Umzug für den Marktbrunnen gewesen sein. Der Marktplatz sollte im Rahmen der Städtebauförderung neugestaltet werden. Im Jahre 1978 kamen die ersten Entwürfe mit der Idee, unter einem als Fußgängerzone ausgewiesenen Marktplatz eine Tiefgarage zu bauen.
Die Umsetzung des Vorhabens wurde anschließend in den 1980er Jahren gestartet. Die Pläne der Tiefgarage wurden letztlich verworfen, doch der Brunnen erhielt im letzten Umbau im Jahre 1983 seinen endgültigen Platz. Von seinem Standort am Rathaus wanderte er endlich an das untere Ende des Marktplatzes in unmittelbare Nähe seines einstigen Standortes. Zudem erhielt er eine neue Laterne.
Am 15. Oktober 1985 wurde der Marktplatz dann endlich seiner Bestimmung übergeben und auch der Brunnen mit seinen fast 250 Jahren steht heute noch dort.

### Aussehen des alten Brunnens
Der alte Marktbrunnen bestand aus einem achteckigen Becken von ungefähr 2 bis 3 Metern Durchmesser, das aus Brittener Sandstein erbaut worden war. Die Umfassungsmauer hatte die Höhe von etwa 60 bis 70 Zentimetern. Aus der Mitte des Brunnenbeckens ragte eine ebenfalls achteckige kapitälgeschmückte Säule empor, die von einer Laterne gekrönt wurde. Aus vier fingerdicken Röhren plätscherte von dort aus das Wasser ins Becken.

## Bedeutung für die Bürger
Für die Bewohner Waderns war der Brunnen von großer Bedeutung.
„Es war der Stolz aller Waderner, das Schmuckstück des Ortes, das Erinnerungszeichen an eine Zeit großartiger wirtschaftlicher und geschichtlicher Entwicklung.“
Der Brunnen war und ist auch heute noch ein beliebter Treffpunkt für Jung und Alt. Viele Menschen trafen sich damals am Brunnen zu einem kleinen Plausch und die Kinder spielten am Rand des Brunnens oder bespritzen sich gegenseitig mit Wasser. Auch als Motiv für Fotos, Gemälde oder Gruppenfotos war der Brunnen sehr beliebt.
So hatten die Bürger, wie der Bäcker- und Konditormeister Philip München, stets ein Auge auf den Brunnen. Sobald der Brunnen in Gefahr zu sein schien, kam er zur Haustür und ermahnte den Übeltäter.
Für die Bürger war der Brunnen somit ein Stück Heimat geworden.

## Sagen
Man sagt, wenn man an einem stillen Abend am Rande des Brunnens sitze und dem plätschern des Wassers lausche, dann wäre es, als stiegen heimliche Märchen aus der Tiefe des Brunnens empor. Das im Mondlicht silbern glänzende Wasser erzähle dann von guten und schlechten Zeiten des Hochwaldes. Von den Hochwaldleuten, als diese noch bescheiden und anspruchslos waren.
Auch wird von der Sage der Brunnennixe berichtet, die in einer Wohnstätte unterhalb der Säule des Brunnens leben soll. Von dort unten schaut sie auf, leise lächelnd beim Anblick der Spätheimkehrer. Sie soll beim Umbau des Brunnens ihr zu Hause erneut bezogen haben, und von da an dort geleben.
Der Brunnennixe wurde zudem von Frau Anna Linn, geborene Lehnen aus Wadern ein Gedicht gewidmet:

„Aus der Tiefe lockt’s mich wieder, / Nochmals tret’ ich vor Euch hin, / Will dem Fest die Weihe geben, / Ich, die Brunnenkönigin.
Will erzählen Euch die Sage / Von dem Brunnen hier im Ort, / Von den unbekannten Quellen, / Wo ich lebe, fort und fort.
Droben auf des Berges Höhen, / Wo der Hirsch im Herbste schreit, / Wo die dunklen Tannen ragen, / Tief in Waldeseinsamkeit,
Dorten liegt versteckt die Quelle / Unter welchem, feuchtem Moos, / Und im tiefen Bergesinnern / Steht mein weißes Nixenschloß.
Einstmals, vor viel’ hundert Jahren, / Sommer war’s und Mittagsglut, / Saß ich träumend an der Quelle, / Spielend mit der klaren Flut.
Plötzlich fiel ein dunkler Schatten / Auf der Quelle lichtes Bild; / Vor mir stand in Jugendschöne / Rittersmann mit Speer und Schild.
„Gib o Mägdlein, mir zu trinken / Aus der Quelle frisch und klar, / Nimm die kleine Hand und schöpfe, / Reich mit ihr den Trunk mir dar.“
Und ich tat, wie er begehrte, / Ließ ihn trinken aus der Hand, / Füllte ihm die kleine Schale, / Bis der Durst dem Müden schwand.
„Und ich sah, wie er sich labte, / Mir war’s Freude, mir war’s Glück, / Als er froh die leere Schale / Reicht in meine Hand zurück!“
„Habe Dank, du Kind des Waldes, / Süße Fee aus Märchenland, / Hast den Mund mir zwar gekühlet, / Doch das Herze mir verbrannt.“
„Lösch’ die Glut in meinem Innern, / Komm mit mir hinab ins Tal, / Reich die Hand mir für das Leben / Als mein süßes Ehgemahl.“
Weiter ließ ich ihn nicht reden, / Hielt die Hand ihm bittend vor: / „Nixen sterben, wenn sie lieben“, / Klang die Antwort ihm ins Ohr.
„Kehr zurück ins Tal von Wadern, / Such Dir dorten Glück und Braut, / Meine Quelle soll da fließen, / Wo Ihr Euch das Heim erbaut.
Heilkraft will ich ihr verleihen, / Ist das Herz auch weh und wund, / Dem, der gläubig daraus trinket, / Wird das kranke Herz gesund.
Muß nun Abschied von Euch nehmen, / Hin zu meinen Quellen geh’n. / Bei dem nächsten Brunnenfeste / Werden wir uns wiederseh’n.“